# Stephanandra
Stephanandra és un gènere dins la família Rosàcia originari del Japó i que de vegades s'inclou dins el gènere Neillia. Són arbusts caducifolis amb fulles amb marges onats que semblen les de l'auró i tenen color a la tardor groc-taronja. Stephanandra arriba a fer 60 cm d'alt i s'estén per rebrots. Els seus fruits són secs i dehiscents.

## Algunes espècies
- Stephanandra chinensis
- Stephanandra flexuosa
- Stephanandra gracilis
- Stephanandra incisa
- Stephanandra media
- Stephanandra quadrifissa
- Stephanandra sanssouciana
- Stephanandra tanakae